# IC 1568
IC 1568 ist eine Linsenförmige Galaxie vom Hubble-Typ S0 im Sternbild Fische auf der Ekliptik. Sie ist schätzungsweise 541 Millionen Lichtjahre von der Milchstraße entfernt und hat einen Durchmesser von etwa 130.000 Lichtjahren.

Im selben Himmelsareal befinden sich u. a. die Galaxien IC 1565, IC 1566, IC 1569, IC 1570.
Das Objekt wurde am 24. November 1897 vom französischen Astronomen Stéphane Javelle entdeckt.